# 0 إلى 60 ميل في الساعة
من صفر إلى 60 ميل في الساعة (بالإنجليزية:0 to 60 mph) هو مقياس أداء تسارع السيارات المستخدم في الولايات المتحدة الأميركية والمملكة المتحدة. وهو الزمن التي تحتاجه السيارة لتصل إلى سرعة 60 ميل في الساعة (97 كلم/الساعة أو 27 م/ثانية) من لحظة انطلاقها، أما في بقية العالم فيُستخدم مقياس 0-100 كلم/ساعة (0-62 ميل في الساعة).
معظم السيارات اليوم قادرة على الانطلاق من 0 وحتى 100 كم بالساعة في أقل من 6 ثوان، في حين أن السيارات الرياضية فيمكنها القيام بذلك بفترة ما بين 3 و4 ثوان. أما الدراجات النارية المزودة بمحرك بسعة 500cc فكانت قادرة على الوصول لهذا التسارع منذ التسعينيات.
السيارة أكبر تسارعًا في عام 2015 كانت بورش 918 سبايدر، وهي سيارة هجينة تستغرق 2.2 ثانية لتسارع من 0 إلى 60 ميل في الساعة.
عادةً ما يُقاس تسارع المركبات من 0 إلى 60 ميلاً في الساعة في مسار مغلق مثل مضمار سباق السيارات أو منطقة مغلقة تستخدم للسائقين المحترفين. وذلك من أجل تقليل المخاطر على السائقين والجمهور. يتم تجهيز المسار المغلق المخصص لاختبار التسارع بحيث أن أي متغيرات قد تؤثر في الحساب الدقيق للتسارع مثل الرياح والطقس والجر تكون أقل ما يمكن. قد يكون لكل متغير من المتغيرات تأثير كبير على احتكاك السيارة بأرض أو مقاومة الهواء على السيارة، مما يؤثر على دقة إجمالي التسارع المسجل من 0 إلى 60.
يقوم الطاقم بإعداد أدوات قياس دقيقة ودقيقة متصلة بأجهزة الكمبيوتر مثل هذه الأدوات رادار دوبلر ومسدسات الرادار وأدوات توقيت دقيقة متزامنة. هذا يعني أن السائق ليس عليه أن يقلق بشأن اللحظة الدقيقة التي تصل فيها السيارة 60 ميلاً في الساعة. يركز السائق انتباهه فقط على القيادة بشكل مستقيم وسريع مع التحكم بناقل السرعة بشكل احترافي.
يتم توقيت السيارة وتسجيل تسارعها وهي تسير في اتجاهين منفصلين ومتعاكسين. هذه الطريقة في الاختبار تلغي تأثير المتغيرات مثل الرياح والاحتكاك وأداء السائق. ثم يتم حساب متوسط الوقتين معًا (في الذهاب والإياب) لتحقيق الوقت المقبول عمومًا من 0 إلى 60 مرة.